# Henry L. Myers

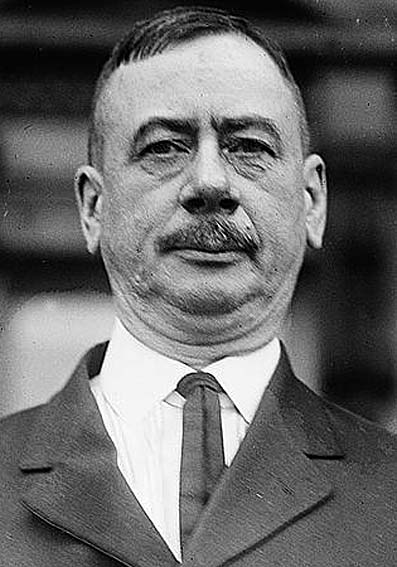
Henry L. Myers

Henry Lee Myers (* 9. Oktober 1862 bei Boonville, Cooper County, Missouri; † 11. November 1943 in Billings, Montana) war ein US-amerikanischer Politiker (Demokratische Partei), der den Bundesstaat Montana im US-Senat vertrat.
Henry Myers erhielt seine Schulbildung an privaten Lehranstalten wie dem Cooper Institute und der Boonville Academy. Danach studierte er die Rechtswissenschaften, wurde 1884 in die Anwaltskammer aufgenommen und begann in seinem Heimatort Boonville als Jurist zu praktizieren. 1893 zog er nach Hamilton in Montana; zwei Jahre später wurde er Staatsanwalt des Ravalli County, was er bis 1899 blieb. Zwischen 1907 und 1911 amtierte er als Richter für den vierten Gerichtsdistrikt von Montana.
Bereits zuvor hatte seine politische Laufbahn mit der Mitgliedschaft im Staatssenat zwischen 1899 und 1903 begonnen. 1910 wurde Myers dann von der Demokratischen Partei dann als Kandidat für den Sitz im US-Senat aufgestellt, den zuvor der nicht mehr kandidierende Republikaner Thomas Henry Carter eingenommen hatte. Er entschied die Wahl für sich, wurde 1916 im Amt bestätigt und gehörte dem Kongress somit vom 4. März 1911 bis zum 3. März 1923 an; 1922 bewarb er sich nicht um die Wiederwahl. Während seiner Zeit im Senat war er Ausschussvorsitzender des Committee on Irrigation and Reclamation of Arid Lands.
Im Jahr seines Abschieds aus dem Senat ließ Henry Myers sich in Billings nieder, wo er wieder als Jurist tätig wurde. Er wurde 1927 zum beigeordneten Richter am Obersten Gerichtshof von Montana berufen und verblieb dort zwei Jahre, ehe er wieder zu seiner privaten Praxis zurückkehrte.